# Charles Lennox (3. książę Richmond)
Charles Lennox, 3. książę Richmond i 3. książę Lennox KG (ur. 22 lutego 1735 w Londynie, zm. 29 grudnia 1806 w Goodwood w Susseksie) – brytyjski arystokrata i polityk, syn Charlesa Lennoxa, 2. księcia Richmond i Lennox, oraz lady Sarah Cadogan, córki 1. hrabiego Cadogan.
Wykształcenie odebrał w Westminster School. W 1750 r., po śmierci swojego ojca, został księciem Richmond i Lennox i zasiadł w Izbie Lordów. 11 grudnia 1755 r. został członkiem Towarzystwa Królewskiego. Po zakończeniu nauki wstąpił do brytyjskiej amii i brał udział w walkach wojny siedmioletniej. Odznaczył się zwłaszcza w bitwie pod Minden, stoczonej 1 kwietnia 1759 r. Został wtedy awansowany na stopień pułkownika.
1 kwietnia 1751 w Londynie, poślubił lady Mary Bruce (przed 1736 – 5 listopada 1796), córkę Charlesa Bruce’a, 4. hrabiego Elgin, i lady Caroline Campbell, córki 4. księcia Argyll. Małżeństwo Charlesa i Mary nie doczekało się potomstwa.
Jego pierwszym urzędem była funkcja Lorda Bedchambera króla Jerzego III, którą objął w 1760 r., ale rychło zrezygnował z powodu swoich kłótni z królem. W 1763 r. został Lordem Namiestnikiem Susseksu. W 1765 r. Richmond został mianowany nadzwyczajnym ambasadorem Wielkiej Brytanii w Paryżu. Kiedy wyjeżdżał do Francji, wszystkie gazety donosiły, że książę przeszedł na katolicyzm i przemawiał we francuskim parlamencie. Tak naprawdę książę przebywał głównie w Aubigny, gdzie spędzał czas ze swoją francuską kochanką.
Na kontynencie przebywał przez rok. Po powrocie do Anglii objął stanowisko ministra południowego departamentu w rządzie lorda Rickinghama. Urząd ten sprawował kilka miesięcy i zrezygnował, gdy nowym premierem został lord Chatham.
W debatach dotyczących rewolucji amerykańskiej Richmond był jednym z czołowych polityków, popierających działania kolonistów. W swoim przemówieniu w 1775 r. stwierdził, że moralna racja w tym konflikcie leży po stronie kolonistów. W 1778 r. zainicjował debatę na temat wycofania brytyjskich wojsk z Ameryki Północnej. Podobnie sprzeciwiał się polityce władz brytyjskich wobec Irlandii, dążąc to tego, aby jej unia z Wielką Brytanią była „unią serc”. W 1780 r. przedstawił w projekcie ustawy swoje propozycje reform parlamentarnych, postulując pełne prawo wyborcze dla mężczyzn, roczną kadencję Parlamentu i równe okręgi wyborcze. Projekt nie spotkał się z poparciem izb i nigdy nie wszedł w życie.
Richmond był również członkiem drugiego gabinetu Rockinghama, jako generał artylerii (w latach 1782–1783), i na tym stanowisku pozostał w rządzie Williama Pitta Młodszego (w latach 1784–1795). W tym czasie poglądy Richmonda stawały się coraz bardziej konserwatywne i zachowawcze, a on sam porzucił ideę reformy wyborczej, za co został zaatakowany w Parlamencie przez lorda Lauderdale’a w 1792 r., co o mały włos nie doprowadziło do pojedynku między obydwoma politykami.
Dwa lata później nadszedł kres kariery Richmonda z powodu sprawy dwóch członków London Corresponding Society, Thomasa Hardy’ego i Johna Tooke'a, którzy zostali oskarżeni o zdradę stanu. Twierdzili oni, że Corresponding Society zostało powołane do realizowania propozycji Richmonda w projekcie ustawy z 1780 r. Wezwany na świadka książę został zmuszony do przyznania, że popierał takie metody. To zakończyło jego polityczną karierę. W 1795 r. został usunięty z gabinetu.
Po tym fakcie książę zrezygnował z aktywnego życia politycznego. W latach 1796–1800 tylko dwukrotnie pojawił się w Izbie Lordów. Czas spędzał w swojej rezydencji, planując budowę wokół niej toru wyścigowego. W 1801 r. został kawalerem Orderu Podwiązki. 25 czerwca 1804 r. wygłosił swoje ostatnie przemówienie w Izbie Lordów.
Książę zmarł w 1806 r. nie pozostawiając po sobie potomka. Został pochowany w Katedrze w Chichesterze. Wszystkie jego tytuły odziedziczył jego bratanek, Charles, późniejszy gubernator generalny Kanady. Na cześć 3. księcia nazwane zostały miasta Richmond i Lenox w Massachusetts.